# YFK Gaia

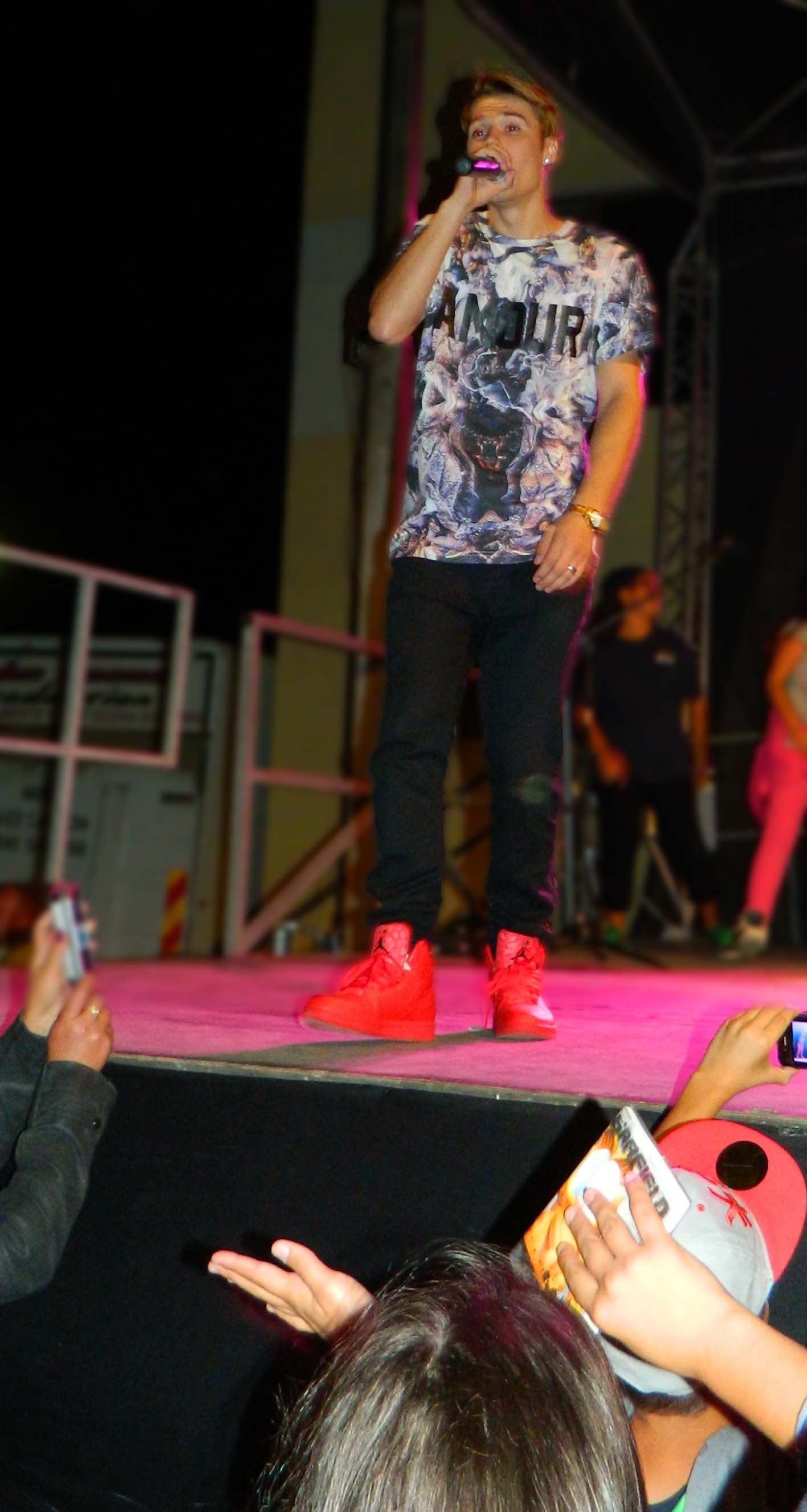
Cântând la Zilele Tuzlei

YFK Gaia (n. 06 Decembrie 1990, Tuzla, România), este un trapper, rapper, cântăreț și compozitor român.
 

Primele conexiuni cu muzica le are în anul 2005, ca membru al trupei Sens Opus. În 2010 începe cariera solo, lansând primul lui MixTape numit "Cea mai rară carte"

## Viața și carieră
YFK Gaia (născut Decembrie 6, 1990) Este un artist român, cântăreț, inginer de sunet și compozitor în labelul Vibe Music. Artistul a început cariera în 2010, primul MixTape numit "Cea mai rară carte".
În 2018 își înființează propiul label numit "Vibe Music" unde produce, mixează și masterizează muzică atât pentru el cât și pentru alți artisti.
Pe 9 martie 2020, lansează albumul Avant Garde, primul album din cariera sa. Pe album colaborează cu Marhell, Alexandru Casandra, Pedro Guerero și ingienrul de top Beau Vallis din Statele Unite. Albumul conține 10 melodii, pe el se regăseste și single-ul "Lângă tine"

## Discografie
Pe 13 Noiembrie 2020, lansează cel de-al doilea album din cariera sa numit "Pași de dans". Un album care conține mai multe genuri muzicale cum ar fi: Trap, Rap, Rock, Lo-Fi, House, Disco.
Pe 7 aprilie 2021, lansează primul "film". Un EP intitulat "Insomnii" Conține 3 melodii care sunt legate una de cealaltă.
Pe 5 noiembrie 2021 lansează albumul numit "Crima perfectă". Albumul conține 11 melodii. Pe acest album se regăsesc single-urile "Trădare" și "Fără regrete". Singel-urle apar și în publicația HipHopLive.ro
11 martie 2022, lansează un EP cu 7 melodii numit "Prea Murdar" Un Ep experimental, care conține muzică Trap și House totodată. Ep-ul a fost făcut într-o singură sesiune de înregistrări, în 1 Martie 2022.
9 ianuarie 2023, lansează EP-ul numit "LxxU" care inseamnă "Love You". Conține 6 melodii de dragoste.
22 septembrie 2023, lansează albumul "Un simplu om", album care conține 13 melodii. Pentru acest album a filmat 8 videoclipuri muzicale.
În prezent (2024) materialele: Sextape, Sextape EP, Crima perfectă, Insomnia, Prea Murdar, au fost retrase de pe platforme, Gaia refăcându-le și împachetându-le în albume ce se numesc "Ambiții Vol 1-6" Motivul pentru care au fost retrase și refăcute este că artistul își dorea să aibă producții originale pe toate melodiile lui.

#### Albume de studio
| Titlu         | Detalii despre album                                                            |
| ------------- | ------------------------------------------------------------------------------- |
| Avant Garde   | - Lansare: 09 martie 2020 - Casa de discuri: Vibe Music - Format: CD            |
| Un simplu om  | - Lansare: 22 septembrie 2023 - Casa de discuri: Vibe Music - Format: Streaming |
| Ambiții, VOl1 | - Lansare: 1 februarie 2024 - Casa de discuri: Vibe Music - Format: Streaming   |
| Ambiții, Vol2 | - Lansare: 12 martie 2024 - Casa de discuri: Vibe Music - Format: Streaming     |

| Titlu                  | Data            | Single/Album  |
| ---------------------- | --------------- | ------------- |
| Otravă și muză         | 24.12.2018      | Single        |
| Peste tot              | 18.01.2019      | Single        |
| Ea plânge              | 04.02.2019      | Single        |
| Mult mai bine          | 15.03.2019      | Single        |
| Fac un pai             | 06.05.2019      | Single        |
| Trece timpul feat. LX  | 15.06.2019      | Single        |
| Presiuni               | 19.08.2019      | Single/Album  |
| Beat în club           | 06.09.2019      | Single        |
| Avant Garde            | 09.03.2020      | Album Name    |
| Intro                  | 09.03.2020      |               |
| Impulsuri              | 09.03.2020      | Avant Garde   |
| Tango pe asfalt        | 09.03.2020      | Avant Garde   |
| Anturaj                | 09.03.2020      | Avant Garde   |
| Marioneta              | 09.03.2020      | Avant Garde   |
| Lângă tine             | 09.03.2020      | Avant Garde   |
| Kawasaky               | 09.03.2020      | Avant Garde   |
| Presiuni               | 09.03.2020      | Avant Garde   |
| Cu ochi reci           | 09.03.2020      | Avant Garde   |
| Ură                    | 09.03.2020      | Avant Garde   |
| Antidotul              | 10.04.2020      | Single        |
| Lxxu                   | 18.01.2023      | Ep Title      |
| Lxxu                   | 18.01.2023      | LxxU          |
| Emoții                 | 18.01.2023      | LxxU          |
| Mortală                | 18.01.2023      | LxxU          |
| Știm noi               | 18.01.2023      | LxxU          |
| Ca o umbră             | 18.01.2023      | LxxU          |
| Pare un vis            | 18.01.2023      | LxxU          |
| Un simplu om           | 22.09.2023      | Album Name    |
| Albi Baba              | 22.09.2023      | Un simplu om  |
| Un simplu om           | 22.09.2023      | Un simplu om  |
| Aparențe               | 22.09.2023      | Un simplu om  |
| Bagabonții             | 22.09.2023      | Un simplu om  |
| Bolizii                | 22.09.2023      | Un simplu om  |
| De pe Marte            | 22.09.2023      | Un simplu om  |
| Trap Meal              | 22.09.2023      | Un simplu om  |
| În umbră               | 22.09.2023      | Un simplu om  |
| La înălțime            | 22.09.2023      | Un simplu om  |
| Prea multe droguri     | 22.09.2023      | Un simplu om  |
| Nu mă uita             | 22.09.2023      | Un simplu om  |
| Nu pot                 | 22.09.2023      | Un simplu om  |
| Paturi străine         | 22.09.2023      | Un simplu om  |
| Ambiții, Vol1          | 22.09.2023      | Album Title   |
| Lala Long              | 01.02.2024      | Ambiții, Vol1 |
| Golanii                | 01.02.2024      | Ambiții, Vol1 |
| Over                   | 01.02.2024      | Ambiții, Vol1 |
| Karma                  | 01.02.2024      | Ambiții, Vol1 |
| Ispita inimii          | 01.02.2024      | Ambiții, Vol1 |
| Aroma ta               | 01.02.2024      | Ambiții, Vol1 |
| Plec                   | 01.02.2024      | Ambiții, Vol1 |
| Sextape                | 01.02.2024      | Ambiții, Vol1 |
| Banii și Alina         | 01.02.2024      | Ambiții, Vol1 |
| Otravă și muză         | 01.02.2024      | Ambiții, Vol1 |
| Ambiții, Vol2          | 12.03.2024      | Album Title   |
| 110 pe bord            | 12.03.2024      | Ambiții, Vol2 |
| Hilar                  | 12.03.2024      | Ambiții, Vol2 |
| Miezul nopții          | 12.03.2024      | Ambiții, Vol2 |
| Pe limba ei            | 12.03.2024      | Ambiții, Vol2 |
| Prea murdar            | 12.03.2024      | Ambiții, Vol2 |
| Rătăcesc               | 12.03.2024      | Ambiții, Vol2 |
| Rupe patul             | 12.03.2024      | Ambiții, Vol2 |
| S-a terminat cu amorul | 12.03.2024      | Ambiții, Vol2 |
| Senzații               | 12.03.2024      | Ambiții, Vol2 |
| Vibrații               | 12.03.2024      | Ambiții, Vol2 |
| Din altă ligă          | 24. martie 2024 | Single        |
| Real                   | 05.04.2024      | Single        |
| Mare dor               | 03.12.2024      | Single        |
| În foc                 | 23.12.2024      | Single        |